# Pike Lake Provincial Park
Pike Lake Provincial Park är en park i Kanada.   Den ligger i provinsen Saskatchewan, i den centrala delen av landet, 2 400 km väster om huvudstaden Ottawa. Pike Lake Provincial Park ligger 487 meter över havet. Den ligger vid sjön Pike Lake.
Terrängen runt Pike Lake Provincial Park är platt. Runt Pike Lake Provincial Park är det mycket glesbefolkat, med 2 invånare per kvadratkilometer..
Trakten runt Pike Lake Provincial Park består till största delen av jordbruksmark.